# Vejle Stadium
 (avril 2025).
Vejle Stadium (en danois : Vejle Stadion) est un stade de football entièrement fermé et moderne (construit en 2008) à Vejle, Danemark et est le terrain du Vejle Boldklub.

## Installations
Le stade dispose de deux tours pour les affaires et de deux salons VIP. Le stade peut accueillir 11 060 spectateurs et le terrain est équipé de systèmes de gicleurs et de chauffage au sol.